# Mina Witkojc
Mina Witkojc, németül Wilhelmine Wittka (Burg, 1893. május 28. – Kolkwitz, 1975. november 11.) szorb újságíró, költő.

## Életútja
Marjana Witkojc (Marianne Wittka) szobalány és Fritz Polenz fogadós lányaként született Burgban. Anyja kétéves korában elhagyta őt és testvérét, mert apjuk egy másik nővel házasságot kötött és Berlinbe ment dolgozni. Apai nagyanyja nevelte fel őket a család fogadójában. Általános iskolai tanulmányait Burgban végezte. 1907-ben 14 évesen Berlinbe ment, ahol alkalmi munkából élt. Ebben az évben írta első verseit németül. 1914-től fegyvergyári munkás volt. 1917-ben visszatért Burgba és napszámosként dolgozott.
1921 augusztusában Spreewaldban találkozott egy cseh és felsőszorb értelmiségi csoporttal, illetve Arnošt Muka-val. Ez a találkozás felkeltette érdeklődését alsószorb származása iránt, mert eddig főleg németül írt és beszélt. 1923-ban Bautzenbe költözött, ahol Serbski Casnik újságnál kezdett el dolgozni. Ebben az időszakban a lap példányszáma 200-ról 1200-ra növekedett. Munkájához számos javaslatot kapott felsőszorb értelmiségiektől, Arnošt Muka-tól vagy Jan Cyžtől. Mina Witkojc szláv nyelvű szerzők műveit fordította alsószorbra, többek között Božena Němcovát és Petr Bezručot cseh, Puskint orosz és Handrij Zejlert, Jakub Bart-Ćišinskit felsőszorb nyelvről.
1926-ban delegáltként részt vett az Európai Nemzetiségi Kongresszuson Genfben. 1930-ban Jugoszláviába ment a Sokol-találkozóra. 1931-ben demokratikus hozzáállása miatt kiszorították a Serbski Casnik vezetéséből, majd 1933-ban az új, nemzeti szocialista kormány az írástól is eltiltotta. Ezért 1936-ban visszaköltözött Burgba. Itt ismét mezőgazdasági munkából kellett megélnie. 1937-ben Németországban betiltották a szorb nyelv használatát. 1941-ben a drezdai, 1942-ben a odera-frankfurti közigazgatási körzetből tiltották ki. Emiatt kénytelen volt elhagyni szülőföldjét Luzáciát és Erfurtba költözött, ahol óvodai alkalmazottként dolgozott. Ebben az időben szoros kapcsolatot tartott fenn Bogumił Šwjela alsószorb lelkésszel, akit szintén kiutasítottak szülőföldjéről, és Fryco Latk festővel. Az Erfurtske spomnjeśa (Erfurti emlékek) versében írja le az akkori tapasztalatait.
1946-ban visszament Bautzenbe, ahol segített a szorb Domowina újjászervezésében. Ekkoriban a Német Szocialista Egységpárt cottbusi kerületi vezetése az összes szorb tevekénységet elnyomta. Witkojcot hamarosan letartóztatták állítólagos csehszlovák agitáció miatt, miközben szorb nyelvű plakátokat tett közzé az önkormányzati választásokra. Szabadulása után ismét száműzetésbe kényszerült. 1947-ben Csehszlovákiában telepedett le. Először a határmenti Varnsdorfba, ahol szorb diaszpóra élt, majd Prágába költözött.
1954-ben tért vissza Prágából, és szülővárosában, Burgban telepedett le. Egy antológia társszerzőjeként jelent meg, illetve külön versekkel és cikkekkel a Nowy Casnik alsószorb nyelvű újságban. 1955-ben megjelentett egy kötetet K swětłu a słyńcu címmel, mely részben az 1920-as és 1930-as években készült versei átdolgozott változataiból állt, s amelyekben lemond a szláv egység fogalmáról. Az 1921-ből származó első versének címe: „Emlékezzünk az első találkozásra a cseh és felsőszorb testvérekkel”, ám az 1955-ös változat csak a „felsőszorb testvéreket” említi.

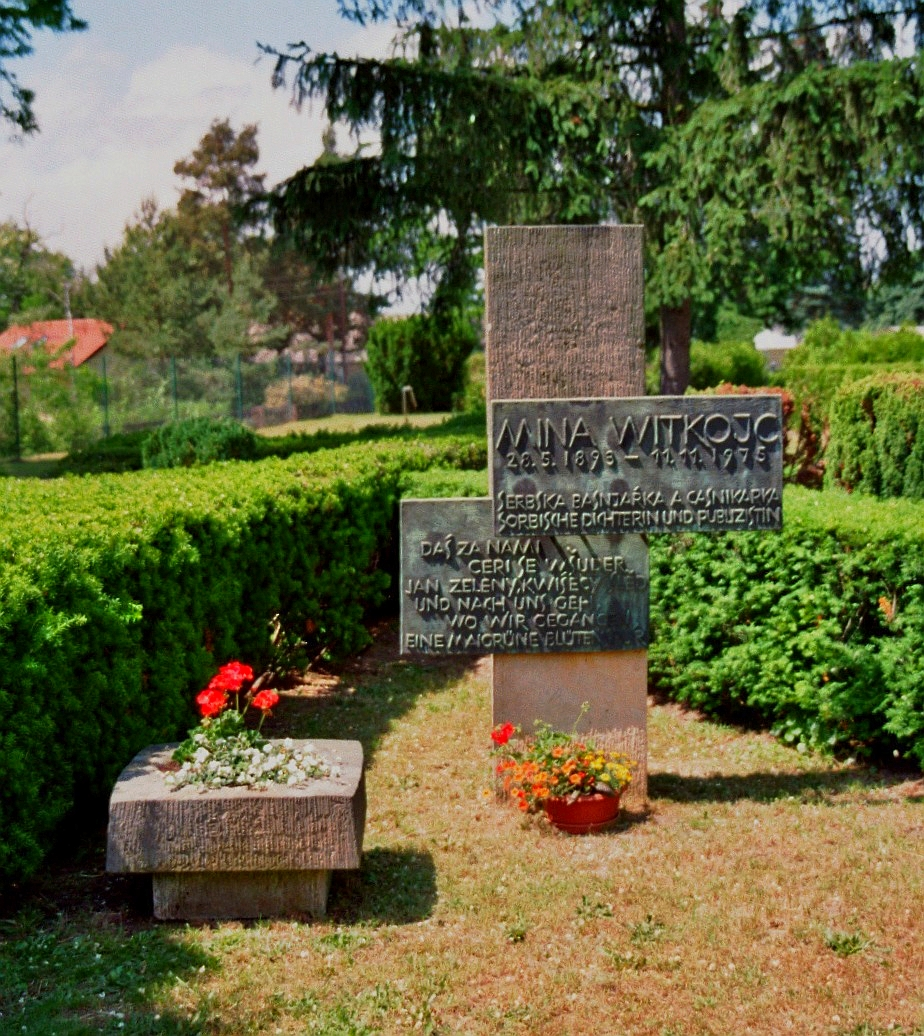
Sírja a burgi temetőben

Az utolsó hónapjait a Kolkwitzhoz tartozó Papitzban, az idősek otthonában töltötte, ahol 1975. november 11-én elhunyt.

## Művei
- Dolnoserbske basni (1925)
- Wěnašk błośańskich kwětkow (1934)
- K swětłu a słyńcu (1955)
- Prědne kłoski (1958)
- Po drogach casnikarki (1964, szerkesztette Kito Lorenc)

## Fordítás
Ez a szócikk részben vagy egészben  a   Mina Witkojc című német Wikipédia-szócikk ezen változatának fordításán alapul.  Az eredeti cikk szerkesztőit annak laptörténete sorolja fel. Ez a jelzés csupán a megfogalmazás eredetét és a szerzői jogokat jelzi, nem szolgál a cikkben szereplő információk forrásmegjelöléseként.